# بوروين (أنغلزي)
بوروين (بالإنجليزية: Burwen)‏ هي قرية تقع في المملكة المتحدة في ويلز.